# Минкевич, Иван Иванович
Иван Иванович Минкевич (1826, Невель, Витебская губерния — 1897, Тифлис) — русский врач, хирург, доктор медицины, тайный советник.

## Биография
Поляк по происхождению. Родился 14 апреля 1826 года[по какому календарю?] в семье купца, в Невеле Витебской губернии.
После окончания Виленской гимназии, в 1843—1848 годах учился на медицинском факультете Московского университета. Как казённокоштный студент, после окончания университета был направлен для несения воинской службы в качестве младшего медицинского координатора в крепость Теми́р-Хан-Шура́ в Дагестане (ныне Буйнакск), где он провел 18 месяцев (1848—1850).
Защитил в Московском университете диссертацию на степень доктора медицины (1850). В 1851—1853 был помощником Н. И. Пирогова в хирургической клинике в Санкт-Петербурге.
Участник Крымской войны 1853—1856 годо́в. Во время восточной войны — главный врач Временного военного госпиталя № 14 в Севастополе.
С 1856 года служил главным хирургом Кавказской армии.
В 1859—1862 находился за счет правительства в научной поездке в нескольких европейских клиниках в Германии, Австрии, Франции, Италии и Англии, стажировался и изучал новую хирургическую технику, патологическую анатомию, заболевания внутренних органов, кожные и венерические заболевания под руководством Р. Вирхова, Б. Лангенбека, Л. Траубе, Ф. Гебра, К. Зигмунда и других.
Ценился за энергичность, добросовестность и усердие. С 1857 — член-корреспондент медицинского общества Варшавы. С 1859 — член Виленского медицинского общества. С 1868 — член-советник совета Медико-гражданского управления на Кавказе, в 1873 — почётный член Военно-медицинского научного комитета России.
И. Минкевич — один из учредителей Кавказского медицинского общества. Семь раз избирался его президентом. Кроме медицины, занимался этнографическими исследованиями, народной медициной на Кавказе. В 1880 году опубликовал описание кавказской реки Риони, сравнивая её с описаниями Гиппократа, который называл реку Фазидой.
В 1884 году вышел в отставку и поселился в Тифлисе, где занялся медицинской практикой и научной работой. Умер 14 (26) декабря 1897 года
Автор более 100 работ. Большую часть его трудов составляют короткие описания медицинских случаев, с которыми он сталкивался и лечил, в основном, в области общей и военной хирургии.

## Избранные труды
- «De febre intermittente eiusque exibitus, in Caucaso praecipue Dagestano». (Москва, 1850)
- «О кавказской, преимущественно, дагестанской лихорадке и её исходах» (Военно-медицинский журнал № 55, 1850 и № 57, 1851)
- «Заметки о резекциях» («Gazeta Lekarska», 1853)
- «O tenotomii w ogólności» («Gazeta Lekarska», 1853)
- «Хирургические наблюдения. Органы пищеварения» (1881)
- «Болезни органов зрения» (1882)
- «Болезни дыхательных путей» (1885)
- «Dwuchlorek metylenu» («Klinika», 1869)
- «Miejscowe znieczulenie za pomocą rozpylonego eteru» («Gazeta Lekarska», 1879)
- «Сравнительное исследование народных средств и обычаев медицинских на Кавказе : Отношение хевсур к их роженицам» (1890)
- «Музыка как медицинское средство на Кавказе : Сравнительное исследование» («Протокол заседаний Императорского Кавказского медицинского общества». (1892)
- «Камни, как медицинское средство и как предмет обожания на Кавказе» (1893)
- «Обрезание у древних колхов» («Медицинский Сборник Кавказского Медицинского Общества», 1896)
- «Растения, как медицинские средства и как предмет обожания на Кавказе : Сравнительное исследование» (1898)